# Tom Todoroff
Pour les articles homonymes, voir Todoroff.
Tom Todoroff est un acteur, producteur et réalisateur américain, né le 17 mai 1957 à Buffalo, New York (États-Unis).

## Filmographie

### comme acteur
- 1970 : La Force du destin (All My Children) (série TV) : Doug O'Hara (1986-1987)
- 1991 : A Woman Named Jackie (feuilleton TV) : Mr. Kenneth
- 1992 : En toute bonne foi (Leap of Faith) : The Running Man
- 1993 : Ethan Frome : 2nd Conductor
- 1994 : Nord et Sud 3 (Heaven & Hell: North & South, Book III) (feuilleton TV) : Tarlow
- 1994 : Cobb : Hall of Fame Announcer
- 1996 : Tin Cup : Guy at Bar
- 1997 : Turbulences à 30000 pieds (Turbulence) de Robert Butler : Mr. Hollywood
- 1998 : Monday After the Miracle (TV) : The Registrar
- 1999 : No Vacancy : Steve
- 1999 : Les Adversaires (Play It to the Bone) : Croupier
- 2000 : Noriega : L'Élu de Dieu (Noriega: God's Favorite) (TV) : The Swiss Doctor / Nestor
- 2001 : Happy Holidaze from the Jonzes : The Man
- 2001 : Un nouveau départ (Second Honeymoon) (TV) : The Concierge
- 2002 : Dark Blue (Dark Blue) : Police Dispatcher
- 2003 : Hollywood Homicide : I.A. Detective Zino
- 2003 : Easy : Tom The Vegan S&M Artist
- 2004 : El Padrino
- 2004 : Killer Snake : Kevin

### comme producteur
- 1994 : Cobb
- 1997 : Borrowed Hearts (TV)
- 1998 : Monday After the Miracle (TV)
- 1999 : A Secret Life (TV)
- 1999 : No Vacancy
- 1999 : Abus de confiance (The Test of Love) (TV)
- 2000 : Noriega : L'Élu de Dieu (Noriega: God's Favorite) (TV)
- 2001 : Un nouveau départ (Second Honeymoon) (TV)
- 2001 : Sons of Mistletoe (TV)
- 2004 : The Survivors Club (TV)
- 2005 : RSC Meets USA: Working Shakespeare (vidéo)

### comme réalisateur
- 2005 : RSC Meets USA: Working Shakespeare (vidéo)